# Delias subnubila
Delias subnubila is een vlindersoort uit de familie van de Pieridae (witjes), onderfamilie Pierinae.
Delias subnubila werd in 1893 beschreven door Leech.